# ファンティック (オートバイメーカー)
ファンティックモーター（Fantic motor）は、イタリアのオートバイおよび電動自転車メーカー。オフロード系を中心に展開しており、中でも「キャバレロ」シリーズが知られる。
日本ではモーターリスト合同会社により正規輸入販売が行われている。

## 沿革

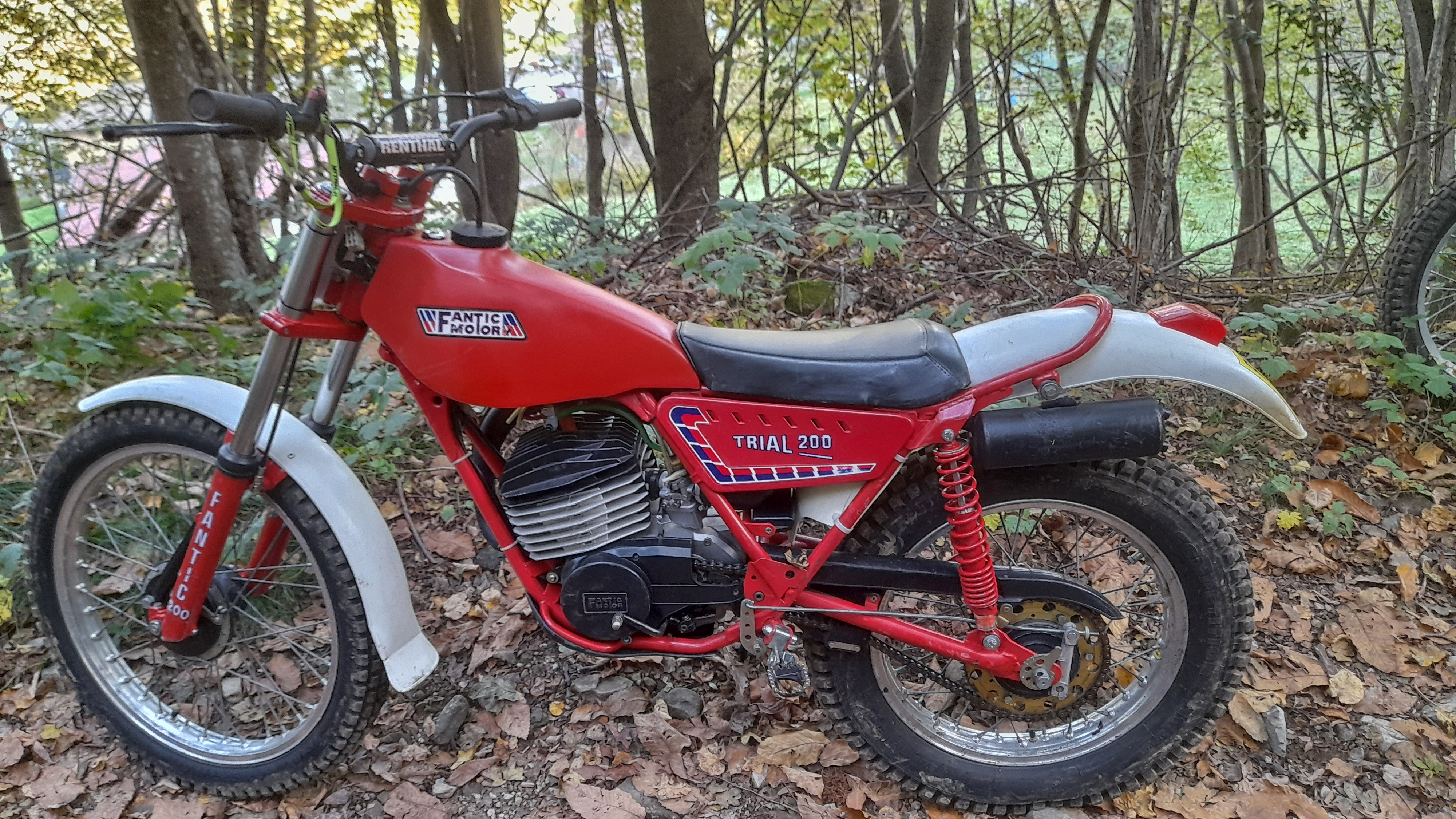
1980年代に生産されていたトライアル200

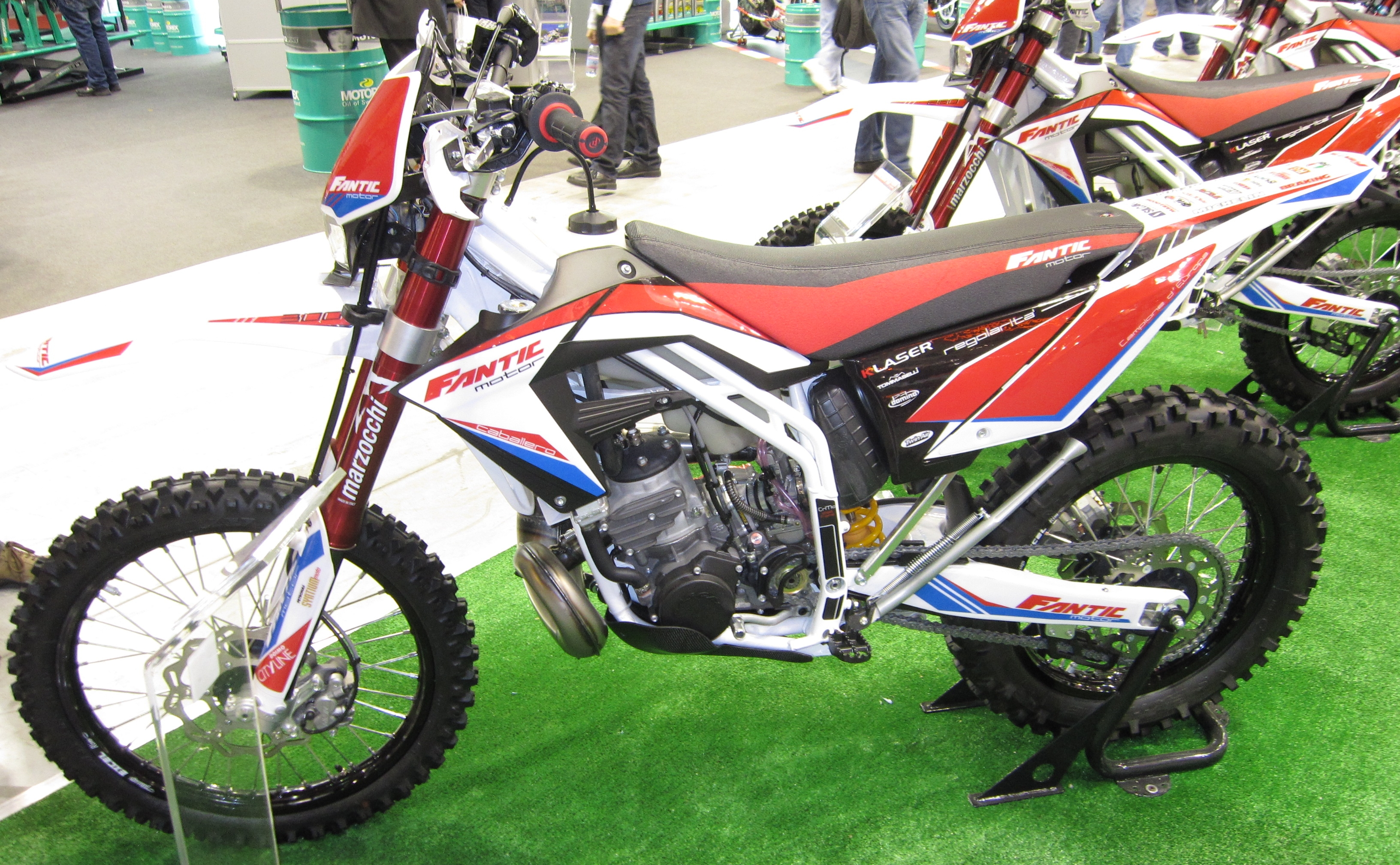
エンデューロマシンのキャバレロ レゴラリタ300 コンペティツィオーネ（2012年）

- 1968年 - ガレリと合併したアグラティの創設者である、マリオ・アグラティ博士により創業。アメリカの若者向けに「ブロンコ」ブランドでのエンデューロバイク、ミニバイク、ゴーカートの製造を開始[1][2]。
- 1969年 - 50ccのスクランブラー型モペットの「キャバレロ」を発表。その1グレードであるキャバレロクロスはオフロード走行向けであった[1]。
- 1970年 - キャバレロの生産開始。当初は年産500台の予定であったが、1万台に達した[1]。この頃のエンジンはモトーリ・ミナレリ製が主だった[2]。
- 1975年 - ファクトリーチームを結成し、モトクロスへ参戦[1]。
- 1977年 - トライアル用バイクの製造を開始[1]。
- 1978年 - 「コンコード」ブランドでの北米展開を短期間のみ実施[2]。
- 1981年 - エルバ島で開催された国際6日間トライアル（ISDT）で優勝[1]。
- 1985年 - トライアル世界選手権でティエリー・ミショーにより初の世界タイトルを獲得。
- 1986年 - ミショーが世界タイトルを初防衛[1]。
- 1987年 - ファブリカ・イタリアーナ・モトベイコリの買収を受ける。
- 1988年 - ミショーが3度目の世界タイトルを獲得[1]。
- 1990年 - アグラッティ・ガレリが同一グループ内に入る[1]。
- 1995年 - 経営不振により廃業[2]。
- 2003年 - ヴェネチアの実業家フェデリコ・フレグナンにより買収され復活。
- 2005年 - 生産再開[2]。ロードレース世界選手権（MotoGP）の250ccクラスに「スクーデリア・ファンティック・モーターGP」として一年のみ参戦[3]。
- 2008年 - エンデューロ、スーパーモタードに復帰。
- 2020年 - ヤマハ発動機の子会社だったモトーリ・ミナレリを買収[4]。
- 2022年 - ダカール・ラリーへの参戦を開始[5]。エンデューロ世界選手権のユースクラス及び女性クラスを制覇[6]。
- 2023年 - バレンティーノ・ロッシ率いる「VR46」との提携でMoto2へ参戦を開始[7]。同年オーストリアグランプリで初優勝を記録[8]。電動バギーのアウディ・RS Q e-tronをイメージした電動マウンテンバイクを共同開発して発売。

## 車種

### エンデューロ
- CASA
- Competizione
- Competizone Racing

### スーパーモタード
- Caballero Motard

### ミニ
- Caballero Mini Competizione